# Johann Rudolf Philipp Forer
Johann Rudolf Philipp Forer, auch Johann Rudolf Philipp Forrer (* 19. Februar 1598 in Münchenbuchsee; † 1666) war ein Schweizer evangelischer Geistlicher.

## Leben
Johann Rudolf Philipp Forer war der Sohn von Hans Jacob Forer (* 18. September 1552 in Aarau; † 1611), der als Pfarrer in Bern und Münchenbuchsee tätig war und dessen Ehefrau Magdalena (* 16. Oktober 1548 in Bern; † unbekannt), Tochter von Hans Heimann (geb. 1525): er hatte noch zehn Geschwister.
Er studierte Theologie an der Universität Bern, wurde 1615 Provisor an der Schule in Burgdorf, ging 1616 als Helfer nach Thun, wurde dort ordiniert war anschliessend Diakon.
1620 wurde er Pfarrer in Langnau im Emmental und versuchte 1621 durch Belehrung und freundlichem Umgang die Täufer, die bereits seit 1525 im Kanton Bern auftraten, für die Staatskirche zurückzugewinnen.
1622 ging er als Feldprediger der Berner während der Bündner Wirren nach Graubünden. Während seiner Zeit als Pfarrer in Aarberg ging er interimsweise von 1631 bis 1632, aufgrund des Matrimonial- und Kollaturstreites im Thurgau und Rheintal, nach Altstätten. Im Anschluss kehrte er nach Aarberg zurück und war ab 1652 Pfarrer in Burgdorf; dort, als auch in Aarberg, war er ebenfalls Dekan. 1666 erfolgte seine Resignation.
Johann Rudolf Philipp Forer war verheiratet mit Salome, Tochter des Höchstettener Pfarrers Wolfgang Müslin (1556–1625) und Urenkelin des Reformators Wolfgang Musculus.